# Jewdokija Wassiljewna Anatra
Jewdokija Wassiljewna Anatra (russisch Евдокия Васильевна Анатра; * 19. Jahrhundert; † 20. Jahrhundert) war eine russische Pilotin.

## Leben
Anatra war verheiratet mit dem jüngsten Bruder des Odessaer Unternehmers Artur Antonowitsch Anatra Genrich Antonowitsch Anatra, der im Alter von 27 Jahren im Frühjahr 1910 in Odessa mit einem Itala-Automobil seines verstorbenen Freundes Alexander Petrowitsch Russow infolge eines Reifenplatzers tödlich verunglückte.
Anatra absolvierte die Flugschule Gamajun des Flugzeug-Fabrikanten Sergei Sergejewitsch Schtschetinin in Gattschina und erhielt am 3. Oktoberjul. / 16. Oktober 1911greg. das Flugdiplom Nr. 54 als zweite Russin nach Lidija Swerewa, die auch in Gattschina ausgebildet worden war. Die nächsten Russinnen mit Flugdiplom waren Ljubow Alexandrowna Golantschikowa mit Ausbildung in Gattschina und Jewgenija Michailowna Schachowskaja, die am 16. August 1912 am Flugplatz Johannisthal auf einem Wright-Doppeldecker das deutsche Flugführer-Zeugnis Nr. 274 erwarb.
1913 stellte Anatra einen Höhenrekord von 3200 m auf.